# ۶۲۶ (قمری)
۶۲۶ (قمری)، ششصد و بیست و ششمین سال در گاهشماری هجری قمری است. اول محرم این سال برابر با سیم نوامبر سال ۱۲۲۸  میلادی است.